# Чунджету
Чунджету (рум. Ciungetu) — село у повіті Вилча в Румунії. Входить до складу комуни Мелая.
Село розташоване на відстані 199 км на північний захід від Бухареста, 45 км на північний захід від Римніку-Вилчі, 118 км на північ від Крайови, 132 км на захід від Брашова.

## Населення
За даними перепису населення 2002 року у селі проживали 513 осіб, з них 511 осіб (99,6%) румунів. Рідною мовою 511 осіб (99,6%) назвали румунську.